# Hansisch-Englischer Krieg
Der Hansisch-Englische Krieg von 1469 bis 1474 war ein Krieg zwischen dem Städtebund Hanse und dem Königreich England.

## Vorgeschichte
Das aufstrebende englische Handelsbürgertum bemühte sich immer mehr, die Vorrechte der Hanse im Ostseehandel zu brechen. 1437 erreichte es mit Unterstützung des Königtums die prinzipielle Anerkennung des Rechtes auf die Teilnahme am Ostseehandel. 1447 entzog König Heinrich VI. der Hanse alle Privilegien. Im Mai 1449 kaperten die Engländer eine hansische Baiensalzflotte, wobei Lübeck 16 und Danzig 14 große Schiffe verlor. Nach zähen Verhandlungen wurde 1456 ein achtjähriger Waffenstillstand abgeschlossen, in dem die Schadensersatzforderungen vertagt und die Privilegien vom englischen König verlängert wurden.
Bereits 1458 und nach Ablauf des Waffenstillstandes erneut, brachten englische Kaperschiffe wiederholt Handelsschiffe der Hanse auf. Die ergebnislosen Friedensverhandlungen von 1465 in Hamburg brachten die Differenzen innerhalb der Hanse zutage. Englands Friedensangebot schloss Entschädigungen aus, und der größte Teil der Hansestädte war nicht bereit, der Linie Lübecks zu folgen.
Den Anlass zum Krieg lieferte schließlich eine Auseinandersetzung zwischen England und Dänemark, wobei 1468 mit Hilfe von der dänischen Krone gecharterten Danziger Kaperfahrern im Sund englische Schiffe aufgebracht und beschlagnahmt wurden. Daraufhin ordnete der englische König Eduard IV. am 28. Juli 1468 die Gefangennahme hansischer Kaufleute und die Beschlagnahme ihrer Güter in London an und ließ den Stalhof stürmen und plündern. Die Kaufleute wurden zeitweilig inhaftiert und mussten für den im Sund entstandenen Schaden mit ihrem Vermögen haften.
Im April 1469 versammelte sich die Hanse in Lübeck. Sie beschloss den Krieg gegen England, verbot die Einfuhr englischen Tuches und ordnete den Einsatz von Kaperschiffen gegen die englischen Seeverbindungen an.

## Kriegsverlauf
Die führende Rolle auf Seiten der Hanse übernahmen Lübeck, Danzig, Hamburg und Bremen, während sich Köln, Wesel und Arnheim neutral verhielten. Im Herbst 1469 liefen die ersten hansischen Kaperschiffe gegen England aus. Herzog Karl der Kühne erlaubte zunächst die Öffnung der niederländischen Häfen für hansische Kaperschiffe, zog diese Erlaubnis aber zu Beginn des Jahres 1470 zurück. So mussten die hansischen Kaperschiffe in Hamburg und ihren Heimathäfen überwintern, um dann im Frühjahr wieder auf dem Seekriegsschauplatz zu erscheinen. Die Hauptlast des Krieges trug Danzig, während sich Lübeck unter Führung seines Bürgermeisters Hinrich Castorp relativ wenig engagierte.
Andererseits war auch England durch die Rosenkriege erheblich geschwächt. Nachdem König Eduard IV. aufgrund der inneren Machtkämpfe im Herbst 1470 nach Holland geflüchtet war, gestattete Karl der Kühne hansischen Schiffen den Zugang zu seinen Landeshäfen für ein Jahr, um mit ihrer Hilfe die Rückkehr Eduards zu unterstützen. Bei dieser Gelegenheit kaperten die hanseschen Schiffe nicht nur mehrere Schiffe von Eduards Gegnern, sondern gaben ihm 1471 bei seiner Rückkehr nach England sogar Geleitschutz. Nach Eduards Rückkehr konnte der Danziger Kaperkapitän Paul Beneke die Schiffe von Eduards Feinden Magdalena von Dieppe und Schwan von Caen aufbringen, die mit dem Lord Mayor of London auf dem Weg nach Frankreich waren.
Nachdem Eduard wieder in England war, verbot Karl der Kühne, auf hansischen Schiffen Söldnerdienste anzunehmen, hansische Kaper zu proviantieren und Prisengut von ihnen aufzukaufen. Damit verloren die hansischen Kaper erneut die flandrischen Häfen als Operationsbasis.

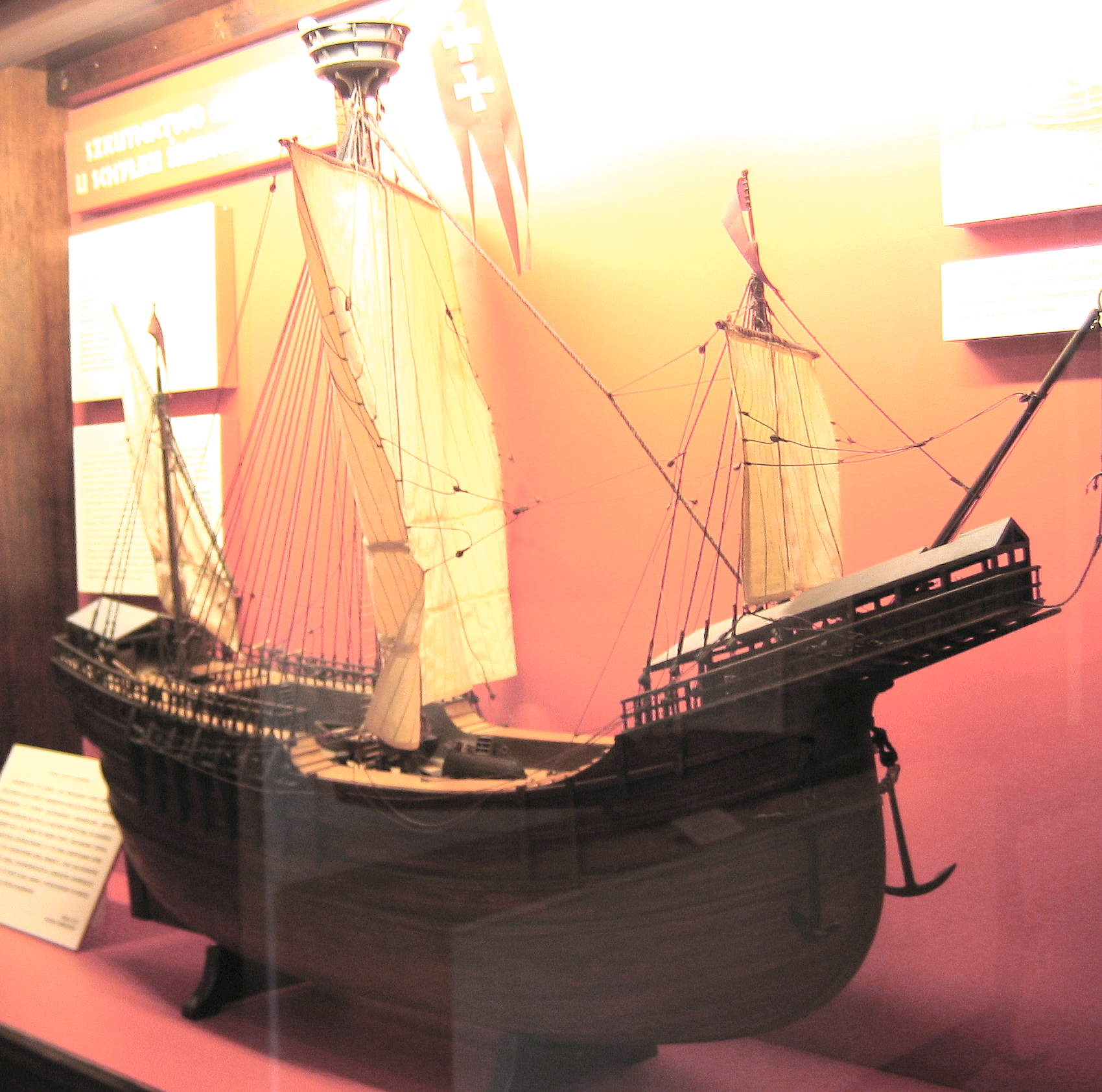
Die Peter von Danzig

Im Jahr 1472 begann die Hanse mit größeren Verbänden zu operieren. Im Hamburger Geschwader befanden sich unter anderem die Große Marie und der Fliegende Geist, im Lübecker Geschwader der Mariendrachen und der Georgsdrachen. Ein Verband der Hauptleute Michel Ertmann und Jacob Heymann mit dem Großen Kraweel segelte bis zur Insel Ouessant, wo ein Teil der Schiffe in einem Sturm verlorenging. Bei der Rückfahrt erlitt das Große Kraweel ein Leck und konnte nur mit Mühe gehalten und zur Reparatur nach Brügge gebracht werden. Nun kreuzte die französische Flotte auf und blockierte mit 29 Kampfschiffen die Schiffe der Hanse. Da erschien eine englische Flotte von 20 Schiffen, woraufhin die Franzosen in Richtung Normandie abliefen. Der englische Befehlshaber Lord Howard griff nun die zwischen der Insel Walcheren und der Scheldemündung blockierten hansischen Schiffe an und brachte sie auf.
Das Große Kraweel kehrte nach Beseitigung der Schäden nach Hamburg zurück. Danzig ermächtigte drei seiner Bürger durch Kaperbriefe, auf eigenen Gewinn und Verlust Krieg gegen England zu führen. Ab 1473 führte Paul Beneke mit der Peter von Danzig erfolgreich mehrere Kaperfahrten gegen England durch. Als englische Händler auf neutralen Schiffen ihre Waren nach England einführten, scheute Beneke die zu erwartenden diplomatischen Verwicklungen nicht. Vor der englischen Küste kaperte er unter anderem das mit besonders kostbarer Fracht beladene, unter burgundischer Flagge segelnde Schiff St. Thomas. Im Jahr 1474 verheerte eine Flotte der Hanse die Ostküste von England.

## Friedensschluss
Im Frieden von Utrecht von 1474 konnte die Hanse ihre Ziele erreichen. Sie erlangte ihre Rechte und Privilegien in England wieder, erhielt den Stalhof und ihre Niederlassungen in Boston und Lynn zurück und wurde mit 10 000 englischen Pfund entschädigt.